# رحاب كنعان
رحاب كنعان شاعرة فلسطينية مقيمة في غزة، لقبت بـ«خنساء فلسطين»، فقدت 54 فرداً من عائلتها (آل حمزة) في مذبحة تل الزعتر ومجزرة صبرا وشاتيلا.
ولدت الشاعرة رحاب كنعان عام 1954 في لبنان. وكانت أسرتها قد هاجرت من قرية قديتا في قضاء صفد إثر نكبة العام 1948. سكنت أسرتها المهجرة في مناطق عدة من لبنان إلى أن استقر بها الحال في مخيم تل الزعتر. في عام 1976، وفي مجزرة تل الزعتر، فقدت الشاعرة 51 شهيداً هم الأب والأم وخمسة من الإخوة وثلاثة من الأخوات، والباقون من الأقارب من جهة أعمامها. كانت الشاعرة أثناء مجزرة تل الزعتر في صبرا وشاتيلا التي فقدت في مجزرتها ثلاث شهداء، هم ابنها ماهر واثنان من أبناء خالتها، وهنا لقبت بخنساء فلسطين بعد ما أصبحت ابنة قافلة من 54 شهيداً.
انفصلت رحاب كنعان عن زوجها الأول وبقيت ابنتها (ميمنة) مع والدها وشقيقها. بعد مجزرة صبرا وشاتيلا، وجدت رحاب كنعان أسماء أفراد أسرتها ضمن قوائم الشهداء، ومن ضمنهم ابنها ماهر، وظنت أن ابنتها كانت ضمن الشهداء. كانت بعدها قد تزوجت في لبنان (بعدما انفصلت عن زوجها الأول) وذهبت مع زوجها الثاني إلى تونس عام 1982. ولم تسمح لها السلطات اللبنانية بالعودة لزيارة لبنان مرة أخرى، حيث أن كل فلسطيني في لبنان يفقد حق العودة إذا خرج ولم يعد خلال 6 أشهر. وبعد 14 عاماً عادت إلى فلسطين مع رجالات منظمة التحرير الفلسطينية من تونس إلى غزة واستقرت هناك.
في بداية الانتفاضة الفلسطينية الثانية كانت الشاعرة الفلسطينية رحاب كنعان تظهر على الفضائية الفلسطينية لقراءة بعض من شعرها الوطني، فشاهدها أحد جيرانها أيام مجزرة صبرا وشاتيلا فعرفها من الاسم، بعدما ظن الكل أنها ماتت، وأخبر ابنتها ميمنة أن أمها على قيد الحياة وتعيش في غزة، فذابت ابنتها من الفرح، وقد حدث هذا بعد 22 عام من فراق البنت والأم. كان تعارفهما الأول عن طريق الهاتف ثم بعدها بعامين كان لقائهما التلفزيوني عبر الأثير في قناة المنار الفضائية، وبعد ذلك كان لقائهما بشكل شخصي على قناة أبو ظبي.

## إصداراتها
من مؤلفاتها الشعرية:
- تل الزعتر
- مملكة التنك
- جمهورية الثوار
- شاهد على التاريخ
- البسمة المجروحة

## من شعرها
قالت في رثاء ابنها:
| رحاب كنعان | أماهُ.. طرزي لي ثوبَ الفرح فأنا راحل... للأرض أرويها بدمائي أزرع فيها أشلائي... أعانق الفراشاتِ الطليقة أحتضنُ العشبَ... والماءَ والترابَ.. أحطمُ قيودَ السبي والمنافي أماه... ها أنا ذا أنالُ الشهادةَ... أصنعُ من ثوبِ زفافي وسادة يتكيء عليها العابرون... إلى الوطنِ الجريح أصنع قمراً... فراشة... وردةً ندية... تنطلقُ من فوهةِ بندقية... مشحونةٍ بالحب.. محملةً بالحنينِ للأرض... آهٍ... آه... يا أماهُ جدِّلي ضفائرَ النور ازرعيها في عيونِ الزهور... في أمعاءِ برتقالةٍ يافوية وامسحي عن خدودِ الزمانِ العبرات | رحاب كنعان |

(البسمة المجروحة، عرس الشهيد، ص24-25) 
وقالت في قصيدتها (..بغداد.. يا توأم فلسطين):
| رحاب كنعان | إلى شهدائنا في العراق الشقيق إلى كل دمعة سالت وكل قطرة دم على التراب تراق إلى كل قلب صامد في وجه الحلفاء أنذال الأخلاق وكل طفل ردمه حطام الطغاة والانشقاق إلى كل صبية قتلوا فرحها برحيل الأهل والرفاق نخط من جراح فلسطين بسم الله والله أكبر سينهض سيف صلاح يضىء غدنا.. لتلتئم الجراح ولن يطول عهد السفاح سيزهر ربيعنا وستقرع طبول الأفراح وسنهتف: من بغداد إلى فلسطين انتصر القرار من دم الأحرار ب.. غ.. د.. ا.. د: لم تكن المرة الأولى في خندق واحد نرطب ثرى الوطن ولن تكون آخر مرة تتوحد جراحنا تنشد الأشعار تزرع في صدور البلابل لحن الانتصار ب.. غ.. د.. ا.. د: يا توأم فلسطين نظراتنا تناديك والألم طافح.. يعتصر قلوبنا يا حبيبة.. تألقت في سماء الكون ورغم ألسنة اللهب تتجدد خلاياها تضئ بانعكاساتها .. ظلال الليل يتململ أقحوان القادسية وحطين يهتف : جراحنا تعانقت منذ الأزل وستبقى كرائحة النرجس والياسمين تقبض على الجراح تحطم سيف الطغاة والمتخاذلين ترسم البسمة..على شفاه المحرومين تنثر عطراً أزلياً.. صنعته جذور الفصول لتضمد ألم أرض .. استعصى عليها الموت تنهض من بين الطلول .. تشرق بحب لا يزول | رحاب كنعان |

- ومن أقوالها:

| رحاب كنعان | وعندها قلت تشبهوني بالخنساء والخنساء مني إذ بكت اثنان الأهل وأربعة الفؤاد فما لبكائي عشرة الأهل والحادي فؤادي | رحاب كنعان |

## وصلات خارجية
- مدونتها الشخصية (متوقفة عن الكتابة فيها)
- لقاء رحاب كنعان بابنتها على يوتيوب من موقع يوتيوب
- تقرير لنا شاهين من غزة عن رحاب كنعان على يوتيوبمن موقع يوتيوب
- في الذكرى الثالثة لغياب درويش: ندوة ثقافية بكلية التربية بعنوان:«في حضرة الغياب» (بمشاركة رحاب كنعان) ، موقع جامعة الأزهر في غزة
- المرأة التي خضبت الوجع بأنهار الأمل